# Формула 10
„Формула 10“ е български детски телевизионен филм от 1977 година на режисьора Людмил Трифонов, по сценарий на Георги Пасков. Оператор е Румен Костов. Музиката във филма е композирана от Юри Ступел, художник е Ани Богданова.
Текст на песните: Методи Христов.

## Сюжет
Реализаторите на филма поставят проблема за развитието на „картинг – спорта“ в България, за уличното движение, а също така и за морално-етичните отношения в диалога „деца-възрастни“ .

## Актьорски състав
| Роля                                                          | Изпълнител            |
| Ролите изпълняват:                                            |                       |
| ------------------------------------------------------------- | --------------------- |
| подполковник Киров, началникът на районното управление на МВР | з. а. Любомир Кирилов |
| капитан Младенов, служител от КАТ и баща на Веселин           | Димитър Милушев       |
|                                                               | Иван Попов            |
|                                                               | Борис Каранджов       |
|                                                               | Веселина Маркова      |
| Веселин                                                       | Тошко Недялков        |
|                                                               | Кирил Петров          |
|                                                               | Борислав Цаков        |
|                                                               | Рачо Рибаров          |